# مقتل أنوش أبيتيان
أنوش أبيتيان (بالأرمنية: Անուշ Ապետյան)، (1986 - 13 أو 14 سبتمبر 2022) كانت جندية أرمنية تعرضت للتعذيب والتشويه والاغتصاب والقتل على يد القوات الأذربيجانية خلال الإشتباكات بين أرمينيا وأذربيجان في سبتمبر 2022. في مدينة جرموك. كان لدى أبيتيان ثلاثة أطفال تبلغ أعمارهم 16 و15 و4 سنوات.

## القتل
في 12 سبتمبر 2022، اندلعت سلسلة من الاشتباكات بين القوات الأرمينية والأذربيجانية على طول الحدود بين أرمينيا وأذربيجان. وفي الفترة ما بين 13 و14 سبتمبر، ألقت القوات الأذربيجانية القبض على أنوش أبيتيان حية إلى جانب أكثر من 10 جنود أرمن، وفقاً لوزارة الدفاع الأرمينية.
بعد ذلك، تم نشر فيديو تعذيب وتشويه امرأة أسرها الجنود الأذربيجانيون لأول مرة على تلغرام، وبعد فترة تبين أن المرأة هي الجندية أنوش أبيتيان. وكان من الواضح في ذلك الفيديو أنها تعرضت للتعذيب والتشويه، وقطعت ساقيها، وقطع إصبع واحد على الأقل ووضعه في فمها، واقتلع إحدى عينيها واستبدالها بحجر، وكان ذلك بينما وكان الجنود الأذربيجانيون المحيطون بها يحتفلون بها ويسخرون منها.

## ردود الفعل
في 20 سبتمبر 2022، استذكرت المتحدثة باسم منصة دجلة أميد النسائية (DAKP)، كيميت يلدير، وأدانت مقتل أنوش أبيتيان على يد القوات الأذربيجانية، خلال تجمع النساء في بعض المدن التركية مثل وان وديار بكر وإسطنبول الذي عقد لإدانة مقتل كل من مهسا أميني من قبل الشرطة الإيرانية وأيضا أنوش أبيتيان.
أصدر اتحاد المرأة الأرمنية بياناً تلاه الرئيسان المشاركان أناهيد قصابيان وعربي كسبيريان، في حديقة القائد أوجلان بالحسكة، أدانوا فيه مقتل المجندة الأرمنية أنوش أبيتيان على يد القوات الأذربيجانية، ومهسا أميني على يد النظام الإيراني، ودعوا إلى على جميع النساء أن يتحدوا ضد الطغيان.
ودعا السيناتور بوب مينينديز، رئيس لجنة العلاقات الخارجية بمجلس الشيوخ الأمريكي، إلى وقف المساعدات المالية والعسكرية لأذربيجان بعد اكتشاف هذا الفيديو، معتبرا أن السياسة الخارجية للولايات المتحدة لا يمكنها مساعدة الدول الإرهابية التي ترتكب جرائم حرب.
بالنسبة لمعهد ليمكين لمنع الإبادة الجماعية، فإن جريمة الحرب هذه هي جزء من "سياسة الإبادة الجماعية" التي تنتهجها أذربيجان تجاه السكان الأرمن.